# Шустер, Йозеф (виолончелист)
Йозеф Шустер (Иосиф Шустер, Джозеф Шустер, нем. Joseph Schuster; 1903, Константинополь — 1969) — немецко-американский виолончелист российского происхождения.

## Биография
В 1913 году по рекомендации Александра Глазунова был зачислен в Санкт-Петербургскую консерваторию, учился у Иосифа Пресса. После Октябрьской революции с семьёй эмигрировал в Германию, продолжив обучение в Берлинской Высшей школе музыки у Хуго Беккера.
В 1929—1934 годах Шустер занимал пост первой виолончели в Берлинском филармоническом оркестре под управлением Вильгельма Фуртвенглера. Затем, вследствие прихода к власти нацистов, эмигрировал в США, где занял аналогичный пост в Нью-Йоркском филармоническом оркестре. В 1947 годах отказался от работы в оркестре и полностью сосредоточился на сольной исполнительской карьере, совершив в последующие годы ряд продолжительных гастрольных туров по всему миру.
Среди важнейших записей Шустера — все произведения Людвига ван Бетховена для виолончели и фортепиано. У Шустера учился видный американский педагог Джордж Найкруг.